# ابوالقاسم تفضلی
ابوالقاسم تفضلی (متولد ۳۰ آذر ۱۳۰۰ مشهد – وفات ۲۵ آذر ۱۳۸۳) در سال ۱۳۲۲ از دانشگاه تهران لیسانس حقوق گرفت. سپس برای ادامه تحصیل به ترکیه و فرانسه رفت و سرانجام در دانشگاه تهران دکترای حقوق گرفت.
دکتر تفضلی در تابستان ۱۳۳۹ از سوی حزب ملیون نامزد نمایندگی مجلس شورای ملی شد و نماینده حوزه انتخابیه کاشمر در دوره بیستم شد به دستور محمدرضا پهلوی در ۱۹ اردیبهشت ۱۳۴۰ مجلس بیستم را منحل شد و به شغل وکالت دعاوی مشغول شد و از آن پس در هیچ دوره از انتخابات مجلش شرکت نکرد. تفضلی در ۲۵ آذر ۱۳۸۳ درگذشت.